# Controlador digital
Un controlador digital es un sistema controlador en tiempo discreto. Los pasos para la construcción de un controlador digital son:
- Elección del periodo de muestreo (Se escoge el periodo T varias veces más pequeño que la constante de tiempo más pequeña de la planta)
- Se calcula la ley del control: Comando en función del error en las etapas actual y anteriores y del comando en las etapas anteriores.
- Algoritmo de control
  - 1. Leer la variable de salida mediante un sensor y conversor analógico digital
  - 2. Calcular el error e(k)
  - 3. Calcular u(k) con la ley de control y enviarlo al sistema mediante un conversor digital analógico
  - 4. Esperar a que t=(k+1)*T
  - 5. Hacer k=k+1
  - 6. Ir al punto 1.

- Datos: Q5553456